# Mt. Cuba Center
El Mt. Cuba Center es un jardín botánico y reserva histórica de Naturaleza de 255 hectáreas (630 acres) de extensión que se encuentra en Greenville, Delaware. 
El jardín botánico funciona como institución sin ánimo de lucro, y se encuentra encuadrado en el North American Plant Collections Consortium, gracias a ser el administrador de las colecciones nacionales de Hexastylis ( con 19 taxones, incluyendo 10 spp) y de 
Trillium, ( con 47 taxones). 
El código de identificación del Mt. Cuba Center como miembro del "Botanic Gardens Conservation Internacional" (BGCI), así como las siglas de su herbario es MCCSP.

## Localización
Se encuentra en Greenville, cerca de Wilmington, en una zona de suaves colinas en el Piedemonte de Delaware.
Mt. Cuba Center, 3120 Barley Mill Road, Hockessin, DE 19707 Greenville, New Castle county Delaware 19807-0570 EE. UU.
Planos y vistas satelitales.39°47′17″N 75°38′54″O / 39.78806, -75.64833
El centro está abierto al público según un honorario, pero la admisión se debe concertar por adelantado. 

## Historia
El Mt. Cuba comenzó como la visión del matrimonio Lammot Du Pont Copeland, que comenzaron a adquirir estos terrenos cerca de Wilmington, Delaware en 1935, y terminaron la construcción de su casa colonial de estilo renacentista en 1937. Durante el último tramo de la década de 1930, las áreas formales fueron diseñadas en primer lugar por el reconocido arquitecto de paisaje de Filadelfia Thomas W. Sears y más adelante, en la década de 1950, por la conocida diseñadora del paisaje Marian C. Coffin.
Los jardines naturalistas fueron desarrollados entre 1965 y 1971 según el diseño de Seth Kelsey, oriundo de Massachusetts que obtuvo el entrenamiento de arquitecto de paisaje en la Universidad de Harvard, para ofrecernos un despliegue de árboles, arbustos, y flores silvestres nativas.
En los inicios de la década de 1980, con la entrada del director Richard W. Lighty, los Copelands ampliaron los cultivares con un huerto que pudiera abarcar a la totalidad de los existentes en la región de Piedemonte. Después de la muerte del Sr. Copeland en 1983, su esposa continuó su trabajo con el desarrollo y el refinamiento del jardín. La señora Copeland murió en el 2001, y el centro ha continuado funcionando desde entonces como una organización no lucrativa.

## Colecciones
El Mt. Cuba alberga una colección bien documentada de plantas, que se centra en el estudio de la flora del Piedemonte de Delaware, con más de 4.600 accesiones representando más de 1800 taxones, de los cuales el 75% son originarios del Piedemonte.
Entre sus colecciones son de destacar, las familias Asteraceae, Liliaceae, y los géneros Aster (18 spp., 18 taxones), Hydrangea (2 spp., 16 taxones), Quercus (16 spp., 16 taxones), Trillium (13 spp., 13 taxones), Ilex (27 taxones), Phlox (39 taxones), Rhododendron (199 taxones).
El centro abarca una serie de diversas secciones, con un sendero de las lilas, el jardín redondo, y una terraza del sur. Siendo sus jardines más naturales los denominados como el sendero de los cornus, el prado, el jardín de la charca, sendero de la ladera oeste, y el sendero del bosque.

## Actividades
El Mt. Cuba preserva pastos y campos rurales de la zona, protege bosques locales, e incluye varios jardines de flores silvestres, de arbolado y paisajes formales, y sus jardines arbolados producen algunas de las exhibiciones de flores silvestres más espectaculares en la región del Atlántico medio. 
La investigaciones hortícolas que aquí se desarrollan, se enfocan en los géneros Cimicifuga, Cypripedium, Helonias, Hepatica, Hexastylis, Stewartia y Trillium, 
Algunas de sus introducciones en los circuitos de la jardinería son muy populares, incluyen Aster laevis 'Bluebird', Aster novae-angliae 'Purple Dome' y la Solidago sphacelata 'Golden Fleece'.